# Diagram Schlegela

Diagramy Schlegela wielościanów

Diagram Schlegela wielościanu wypukłego – obraz brzegu wielościanu w rzucie środkowym o środku S na płaszczyznę {\displaystyle \pi ,} gdzie:
1. Płaszczyzna {\displaystyle \pi } jest równoległa do jednej ze ścian {\displaystyle {\mathfrak {s}}} wielościanu i leży po tej samej stronie płaszczyzny {\displaystyle \pi _{\mathfrak {s}}} zawierającej ścianę {\displaystyle {\mathfrak {s}}}
2. Środek rzutowania S znajduje się w takiej odległości od ściany {\displaystyle {\mathfrak {s}},} że rzuty wszystkich ścian wielościanu są zawarte w rzucie {\displaystyle {\mathfrak {s}}.}

W przypadku wielościanu foremnego punkt rzutowania umieszcza się zwykle nad środkiem ściany, odpowiednio blisko jej.
Podstawowa własność diagramu Schlegela.
Rzuty wszystkich ścian wielościanu poza {\displaystyle {\mathfrak {s}}} wypełniają rzut ściany {\displaystyle {\mathfrak {s}},} a rzuty poszczególnych ścian mają wspólny wierzchołek lub wspólny bok wtedy i tylko wtedy, gdy same ściany wielościanu mają tę własność.
Korzystając z powyższej własności, można opisać diagram Schlegela wielościanu w sposób następujący:
Jest to zbiór wielokątów wypukłych {\displaystyle {\mathfrak {w}}_{1},\dots ,{\mathfrak {w}}_{n}} odpowiadających (wszystkim) ścianom wielościanu {\displaystyle {\mathfrak {s}}_{1},\dots ,{\mathfrak {s}}_{n}} o następujących własnościach:
1. Dla każdego {\displaystyle k\in \{1,\dots n\}} wielokąt {\displaystyle {\mathfrak {w}}_{k}} ma tyle samo boków, co ściana {\displaystyle {\mathfrak {s}}_{k}.}
2. Suma mnogościowa wielokątów {\displaystyle {\mathfrak {w}}_{2},\dots ,{\mathfrak {w}}_{n}} jest równa wielokątowi {\displaystyle {\mathfrak {w}}_{1}.}
3. Dwa wielokąty mają wspólny wierzchołek (wspólną ścianę) wtedy i tylko wtedy, gdy odpowiadające im ściany mają wspólny wierzchołek (wspólną krawędź)

## Konstrukcja diagramu Schlegela wielościanu zwykłego
W deformacji (homeomorfizmie) {\displaystyle {\mathfrak {d}}} przekształcającej wielościan zwykły na kulę powierzchnia wielościanu jest przekształcana na sferę. Przy czym wierzchołki wielościanu są przekształcane na wierzchołki, a krawędzie na łuki położone na sferze. Ściany {\displaystyle {\mathfrak {s}}_{1},\dots ,{\mathfrak {s}}_{n}} są w deformacji przekształcane na obszary {\displaystyle {\mathfrak {o}}_{1},\dots ,{\mathfrak {o}}_{n},} które można uznać za wielokąty krzywoliniowe, a krawędzie i wierzchołki każdej ściany są przekształcane na łuki, których sumy tworzą brzeg odpowiadającego jej obszaru. Niech X będzie dowolnie wybranym punktem obszaru {\displaystyle {\mathfrak {o}}_{1}.} Rzuty stereograficzne wielokątów krzywoliniowych {\displaystyle {\mathfrak {o}}_{2},\dots ,{\mathfrak {o}}_{n}} to wielokąty krzywoliniowe {\displaystyle {\mathfrak {v}}_{1},\dots ,{\mathfrak {v}}_{n},} których suma domknięć ma brzeg równy brzegowi obrazu obszaru {\displaystyle {\mathfrak {o}}_{1}.} Otrzymany układ wielokątów krzywoliniowych tworzy diagram Schlegela wielościanu zwykłego.